# Tu calor
«Tu calor» es una canción de la cantante y compositora mexicana Julieta Venegas incluida en su álbum Algo sucede (2015). Esta canción fue compuesta por Julieta Venegas, musicalizada por ella y Cachorro López. Fue lanzada como el tercer sencillo del álbum.

## Composición
La canción fue compuesta por Julieta Venegas, y según ella misma: 
«Es una canción como de encuentro, o sea, yo creo que es la canción más cálida, de dirigirme a alguien de una manera completamente como de deseo. Si alguien te desea y tú deseas a alguien te da una sensación super bonita. Yo digo que es como de las más románticas de este disco, no se si se siente así pero para mí habla del principio de un romance, de desear a alguien y te desean, y estás como feliz...»

## Vídeo musical
El vídeo fue filmado el 1 de febrero de 2016 en el Hotel Geneve de la Ciudad de México, y quedó bajo la dirección de Jorge Márquez.  El video fue lanzado el 11 de marzo de 2016 en los portales de YouTube y VEVO.

## Posicionamiento en las listas

### Semanales
| Ecuador | Monitor Latino                     | 7  |
| México  | México Español Airplay (Billboard) | 31 |
| México  | Monitor Latino                     | 8  |